# 阿卜杜勒阿齊茲·哈特姆
阿卜杜勒阿齊茲·哈特姆（阿拉伯语：‎；1990年10月28日—），是一名卡塔尔足球运动员，司职中场。现效力于卡塔尔星级足球联赛俱乐部赖扬，同时也代表卡塔尔国家足球队。

## 荣誉

### 俱乐部
多哈艾阿拉比
- 卡塔爾謝赫賈西姆盃冠军：2008、2010、2011

加拉法
- 卡塔爾星盃冠军：2017/18赛季、2018/19赛季

### 国家队
- 阿拉伯海灣盃冠军：2014
- 西亞足球錦標賽冠军：2014
- 亚足联亚洲杯冠军：2019
- 國際足協阿拉伯盃季军：2021